# Diskografie Grateful Dead
Toto je diskografie americké rockové skupiny Grateful Dead. Obsahuje přes 140 alb, z větší části koncertních.

## Studiová a soudobá koncertní alba
| 1967               | The Grateful Dead                                        | - Vydáno: 17. března 1967 - Vydavatelství: Warner Bros. - Formát: LP    | 37 |  | US: Gold                |
| 1968               | Anthem of the Sun                                        | - Vydáno: 18. července 1968 - Vydavatelství: Warner Bros. - Formát: LP  | 87 |  |                         |
| 1969               | Aoxomoxoa                                                | - Vydáno: 20. června 1969 - Vydavatelství: Warner Bros. - Formát: LP    | 73 |  | US: Gold                |
| 1969               | Live/Dead                                                | - Vydáno: 10. listopadu 1969 - Vydavatelství: Warner Bros. - Formát: LP | 64 |  | US: Gold                |
| 1970               | Workingman's Dead                                        | - Vydáno: 14. června 1970 - Vydavatelství: Warner Bros. - Formát: LP    | 27 |  | US: Platinum:           |
| 1970               | American Beauty                                          | - Vydáno: 1. listopadu 1970 - Vydavatelství: Warner Bros. - Formát: LP  | 30 |  | US: 2×Platinum UK: Gold |
| 1971               | Grateful Dead (also known as Skull and Roses)            | - Vydáno: 24. října 1971 - Vydavatelství: Warner Bros. - Formát: LP     | 25 |  |                         |
| 1972               | Europe '72                                               | - Vydáno: 5. listopadu 1972 - Vydavatelství: Warner Bros. - Formát: LP  | 20 |  | US: 2×Platinum          |
| 1973               | History of the Grateful Dead, Volume One (Bear's Choice) | - Vydáno: 13. července 1973 - Vydavatelství: Warner Bros. - Formát: LP  | 60 |  |                         |
| 1973               | Wake of the Flood                                        | - Vydáno: 15. října 1973 - Vydavatelství: Grateful Dead - Formát: LP    | 18 |  |                         |
| 1974               | From the Mars Hotel                                      | - Vydáno: 27. června 1974 - Vydavatelství: Grateful Dead - Formát: LP   | 17 |  |                         |
| 1975               | Blues for Allah                                          | - Vydáno: 1. září 1975 - Vydavatelství: Grateful Dead - Formát: LP      | 12 |  |                         |
| 1976               | Steal Your Face                                          | - Vydáno: červen 1976 - Vydavatelství: Grateful Dead - Formát: LP       | 56 |  |                         |
| 1977               | Terrapin Station                                         | - Vydáno: 27. července 1977 - Vydavatelství: Arista - Formát: LP        | 28 |  | US: Gold                |
| 1978               | Shakedown Street                                         | - Vydáno: 15. listopadu 1978 - Vydavatelství: Arista - Formát: LP       | 41 |  | US: Gold                |
| 1980               | Go to Heaven                                             | - Vydáno: 28. srpna 1980 - Vydavatelství: Arista - Formát: LP           | 23 |  |                         |
| 1981               | Reckoning                                                | - Vydáno: 1. dubna 1981 - Vydavatelství: Arista - Formát: LP            | 43 |  |                         |
| 1981               | Dead Set                                                 | - Vydáno: 26. srpna 1981 - Vydavatelství: Arista - Formát: LP           | 29 |  |                         |
| 1987               | In the Dark                                              | - Vydáno: 6. července 1987 - Vydavatelství: Arista - Formát: CD, LP     | 6  |  | US: 2×Platinum          |
| 1989               | Dylan & the Dead                                         | - Vydáno: 30. ledna 1989 - Vydavatelství: Columbia - Formát: CD, LP     | 37 |  | US: Gold                |
| 1989               | Built to Last                                            | - Vydáno: 31. října 1989 - Vydavatelství: Arista - Formát: CD, LP       | 27 |  | US: Gold                |
| 1990               | Without a Net                                            | - Vydáno: září 1990 - Vydavatelství: Arista - Formát: CD, LP            | 29 |  | US: Gold                |
| „—“ neumístily se. |                                                          |                                                                         |    |  |                         |

## Kompilační alba a box sety
| 1974               | Skeletons from the Closet: The Best of Grateful Dead   | - Vydáno: únor 1974 - Vydavatelství: Warner Bros. - Formát: LP  | 75  |     | US: 3×Platinum |
| 1977               | What a Long Strange Trip It's Been                     | - Vydáno: říjen 1977 - Vydavatelství: Warner Bros. - Formát: LP | 121 |     | US: Platinum   |
| 1987               | Dead Zone: The Grateful Dead CD Collection (1977-1987) | - Vydáno: 1987 - Vydavatelství: Arista - Formát: CD             |     |     |                |
| 1996               | The Arista Years                                       | - Vydáno: 15. října 1996 - Vydavatelství: Arista - Formát: CD   | 95  |     |                |
| 1997               | Selections From the Arista Years                       | - Vydáno: 13. ledna 1997 - Vydavatelství: Arista - Formát: CD   |     |     |                |
| 2001               | The Golden Road (1965–1973)                            | - Vydáno: 16. října 2001 - Vydavatelství: Rhino - Formát: CD    | 191 |     | US: Gold       |
| 2003               | The Very Best of the Grateful Dead                     | - Vydáno: 16. září 2003 - Vydavatelství: Rhino - Formát: CD     | 69  |     |                |
| 2004               | Beyond Description (1973-1989)                         | - Vydáno: 26. října 2004 - Vydavatelství: Rhino - Formát: CD    |     | 263 |                |
| 2010               | The Warner Bros. Studio Albums                         | - Vydáno: 21. září 2010 - Vydavatelství: Rhino - Formát: LP     |     |     |                |
| „—“ neumístily se. |                                                        |                                                                 |     |     |                |

## Retrospektivní koncertní alba
| 1991               | One from the Vault                               | - Vydáno: 15. dubna 1991 - Vydavatelství: Grateful Dead - Formát: CD     | 13. srpna 1975 Great American Music Hall, San Francisco, Kalifornie                                           | 106 |     |          |
| 1991               | Infrared Roses                                   | - Vydáno: 1. listopadu 1991 - Vydavatelství: Grateful Dead - Formát: CD  | 1989–1990 |     |     |          |
| 1992               | Two from the Vault                               | - Vydáno: květen 1992 - Vydavatelství: Grateful Dead - Formát: CD        | 24. srpna 1968 Shrine Theater, Los Angeles, Kalifornie                                                        | 119 |     |          |
| 1994               | Grayfolded                                       | - Vydáno: 1994 - Vydavatelství: Swell/Artifact - Formát: CD              | 20. ledna 1968 – 13. září 1993                                                                                |     |     |          |
| 1995               | Hundred Year Hall                                | - Vydáno: 26. září 1995 - Vydavatelství: Grateful Dead - Formát: CD      | 26. dubna 1972 Jahrhunderthalle, Frankfurt nad Mohanem, Západní Německo                                       | 26  |     | US: Gold |
| 1996               | Dozin' at the Knick                              | - Vydáno: 29. října 1996 - Vydavatelství: Grateful Dead - Formát: CD     | 24. – 26. března 1990 Knickerbocker Arena, Albany, New York                                                   | 74  |     | US: Gold |
| 1997               | Fallout from the Phil Zone                       | - Vydáno: 17. června 1997 - Vydavatelství: Grateful Dead - Formát: CD    | 3. září 1967 – 18. března 1995                                                                                | 83  |     |          |
| 1997               | Terrapin Station (Limited Edition)               | - Vydáno: září 1997 - Vydavatelství: Grateful Dead - Formát: CD          | 15. března 1990 Capital Centre, Landover, Maryland                                                            |     |     |          |
| 1997               | Live at the Fillmore East 2-11-69                | - Vydáno: říjen 1997 - Vydavatelství: Grateful Dead - Formát: CD         | 11. února 1969 Fillmore East, New York, New York                                                              | 77  |     |          |
| 1999               | So Many Roads (1965–1995)                        | - Vydáno: 7. listopadu 1999 - Vydavatelství: Grateful Dead - Formát: CD  | 3. listopadu 1965 – 9. července 1995                                                                          | 170 |     | US: Gold |
| 1999               | So Many Roads (1965-1995) Sampler                | - Vydáno: 7. listopadu 1999 - Vydavatelství: Grateful Dead - Formát: CD  | 16. července 1966 – 30. března 1994                                                                           |     |     |          |
| 2000               | View from the Vault, Volume One                  | - Vydáno: červen 2000 - Vydavatelství: Grateful Dead - Formát: CD        | 8. červenec 1990 Three Rivers Stadium, Pittsburgh, Pensylvánie                                                |     |     |          |
| 2000               | Ladies and Gentlemen... the Grateful Dead        | - Vydáno: 10. října 2000 - Vydavatelství: Grateful Dead - Formát: CD     | 25.–29. dubna 1971 Fillmore East, New York, New York                                                          | 165 |     | US: Gold |
| 2001               | View from the Vault, Volume Two                  | - Vydáno: 8. června 2001 - Vydavatelství: Grateful Dead - Formát: CD     | 14. června 1991 Robert F. Kennedy Stadium, Washington, D.C.                                                   |     |     |          |
| 2001               | Nightfall of Diamonds                            | - Vydáno: 25. září 2001 - Vydavatelství: Grateful Dead - Forát: CD, LP   | 16. října 1989 Meadowlands Arena, East Rutherford, New Jersey                                                 |     |     |          |
| 2002               | Postcards of the Hanging                         | - Vydáno: březen 2002 - Vydavatelství: Grateful Dead - Formát: CD        | 10. června 1973 – 24. března 1990                                                                             | 120 | 264 |          |
| 2002               | Steppin' Out with the Grateful Dead: England '72 | - Vydáno: 9. července 2002 - Vydavatelství: Grateful Dead - Formát: CD   | 7. dubna – 26. května 1972                                                                                    |     |     |          |
| 2002               | View from the Vault, Volume Three                | - Vydáno: 15. července 2002 - Vydavatelství: Grateful Dead - Formát: CD  | 16. června 1990 Shoreline Amphitheatre, Mountain View, Kalifornie                                             |     |     |          |
| 2002               | Go to Nassau                                     | - Vydáno: 22. října 2002 - Vydavatelství: Grateful Dead - Formát: CD     | 15.–16. října 1980 Nassau Coliseum, Uniondale, New York                                                       |     | 201 |          |
| 2003               | Birth of the Dead                                | - Vydáno: 25. března 2003 - Vydavatelství: Rhino - Formát: CD            | 3. listopadu 1965 – duben 1967                                                                                |     |     |          |
| 2003               | View from the Vault, Volume Four                 | - Vydáno: 8. dubna 2003 - Vydavatelství: Grateful Dead - Formát: CD      | 24. července 1987 Oakland Stadium, Oakland, Kalifornie 26. července 1987 Anaheim Stadium, Anaheim, Kalifornie |     |     |          |
| 2003               | The Closing of Winterland                        | - Vydáno: 11. listopadu 2003 - Vydavatelství: Rhino - Formát: CD         | 31. prosince 1978 Winterland Arena, San Francisco, Kalifornie                                                 |     |     |          |
| 2004               | Rockin' the Rhein with the Grateful Dead         | - Vydáno: 25. května 2004 - Vydavatelství: Rhino - Formát: CD            | 24. dubna 1972 Rheinhalle, Düsseldorf, Západní Německo                                                        | 75  | 75  |          |
| 2005               | The Grateful Dead Movie Soundtrack               | - Vydáno: 15. března 2005 - Vydavatelství: Rhino - Formát: CD            | 16.–20. října 1974 Winterland Arena, San Francisco, Kalifornie                                                |     |     |          |
| 2005               | Rare Cuts and Oddities 1966                      | - Vydáno: 25. března 2005 - Vydavatelství: Grateful Dead - Formát: CD    | 1966 |     |     |          |
| 2005               | Truckin' Up to Buffalo                           | - Vydáno: 12. července 2005 - Vydavatelství: Grateful Dead - Formát: CD  | 4. července 1989 Rich Stadium, Orchard Park, New York                                                         | 137 | 137 |          |
| 2005               | Fillmore West 1969: The Complete Recordings      | - Vydáno: 25. listopadu 2005 - Vydavatelství: Grateful Dead - Formát: CD | 27. února – 2. března 1969 Fillmore West, San Francisco, Kalifornie                                           |     |     |          |
| 2005               | Fillmore West 1969                               | - Vydáno: 25. listopadu 2005 - Vydavatelství: Rhino - Formát: CD         | 27. února – 2. března 1969 Fillmore West, San Francisco, Kalifornie                                           |     | 272 |          |
| 2007               | Live at the Cow Palace                           | - Vydáno: 19. ledna 2007 - Vydavatelství: Rhino - Formát: CD             | 31. prosince 1976 Cow Palace, Daly City, Kalifornie                                                           | 48  | 48  |          |
| 2007               | Three from the Vault                             | - Vydáno: 26. června 2007 - Vydavatelství: Rhino - Formát: CD            | 19. února 1971 Capitol Theater, Port Chester, New York                                                        | 112 | 112 |          |
| 2008               | Winterland 1973: The Complete Recordings         | - Vydáno: 1. dubna 2008 - Vydavatelství: Grateful Dead - Formát: CD      | 9.–11. listopadu 1973 Winterland Arena, San Francisco, Kalifornie                                             |     |     |          |
| 2008               | Rocking the Cradle: Egypt 1978                   | - Vydáno: 30. září 2008 - Vydavatelství: Rhino - Formát: CD              | 15.–16. září 1978 Sound and Light Theater, Gíza, Egypt                                                        | 35  | 35  |          |
| 2009               | To Terrapin: Hartford '77                        | - Vydáno: 7. dubna 2009 - Vydavatelství: Rhino - Formát: CD              | 28. května 1977 Hartford Civic Center, Hartford, Connecticut                                                  | 59  | 152 |          |
| 2009               | Winterland June 1977: The Complete Recordings    | - Vydáno: 1. října 2009 - Vydavatelství: Grateful Dead - Formát: CD      | 7.–9. června 1977 Winterland Arena, San Francisco, Kalifornie                                                 |     |     |          |
| 2010               | Crimson White & Indigo                           | - Vydáno: 20. dubna 2010 - Vydavatelství: Rhino - Formát: CD             | 7. července 1989 John F. Kennedy Stadium, Filadelfie, Pensylvánie                                             |     |     |          |
| 2010               | Formerly the Warlocks                            | - Vydáno: 7. září 2010 - Vydavatelství: Grateful Dead - Formát: CD       | 8.–9. října 1989 Hampton Coliseum, Hampton, Virginie                                                          |     |     |          |
| 2011               | Europe '72: The Complete Recordings              | - Vydáno: 1. září 2011 - Vydavatelství: Grateful Dead - Formát: CD       | 7. dubna – 26. května 1972 Obsahuje kompletní nahrávky ze všech 22 koncertů tohoto turné.                     |     |     |          |
| 2011               | Europe '72 Volume 2                              | - Vydáno: 20. září 2011 - Vydavatelství: Grateful Dead - Formát: CD      | 7. dubna – 26. května 1972.                                                                                   |     |     |          |
| „—“ neumístily se. |                                                  |                                                                          | |     |     |          |

### Dick's Picks
| Rok  | Název                  | Podrobnosti                                                              | Místo a datum nahrání |
| ---- | ---------------------- | ------------------------------------------------------------------------ | --- |
| 1993 | Dick's Picks Volume 1  | - Vydáno: prosinec 1993 - Vydavatelství: Grateful Dead - Formát: CD      | 19. prosince 1973 Curtis Hixon Hall, Tampa, Florida |
| 1995 | Dick's Picks Volume 2  | - Vydáno: březen 1995 - Vydavatelství: Grateful Dead - Formát: CD        | 31. října 1971 Ohio Theatre, Columbus, Ohio |
| 1995 | Dick's Picks Volume 3  | - Vydáno: listopad 1995 - Vydavatelství: Grateful Dead - Formát: CD      | 22. května 1977 Hollywood Sportatorium, Hollywood, Florida |
| 1996 | Dick's Picks Volume 4  | - Vydáno: únor 1996 - Vydavatelství: Grateful Dead - Formát: CD          | 13.–14. února 1970 Fillmore East, New York City, New York |
| 1996 | Dick's Picks Volume 5  | - Vydáno: květen 1996 - Vydavatelství: Grateful Dead - Formát: CD        | 26. prosince 1979 Oakland Auditorium, Oakland, Kalifornie |
| 1996 | Dick's Picks Volume 6  | - Vydáno: říjen 1996 - Vydavatelství: Grateful Dead - Formát: CD         | 14. října 1983 Hartford Civic Center, Hartford, Connecticut |
| 1997 | Dick's Picks Volume 7  | - Vydáno: březen 1997 - Vydavatelství: Grateful Dead - Formát: CD        | 9.–11. září 1974 Alexandra Palace, Londýn, Anglie |
| 1997 | Dick's Picks Volume 8  | - Vydáno: 1997 - Vydavatelství: Grateful Dead - Formát: CD               | 2. května 1970 Harpur College, Binghamton, New York |
| 1997 | Dick's Picks Volume 9  | - Vydáno: říjen 1997 - Vydavatelství: Grateful Dead - Formát: CD         | 16. září 1990 Madison Square Garden, New York City, New York                                                                                                   |
| 1998 | Dick's Picks Volume 10 | - Vydáno: únor 1998 - Vydavatelství: Grateful Dead - Formát: CD          | 29. prosince 1977 Winterland Arena, San Francisco, Kalifornie                                                                                                  |
| 1998 | Dick's Picks Volume 11 | - Vydáno: červen 1998 - Vydavatelství: Grateful Dead - Formát: CD        | 27. září 1972 Stanley Theater, Jersey City, New Jersey |
| 1998 | Dick's Picks Volume 12 | - Vydáno: říjen 1998 - Vydavatelství: Grateful Dead - Formát: CD         | 26. června 1974 Providence Civic Center, Providence, Rhode Island 28. června 1974 Boston Garden, Boston, Massachusetts                                         |
| 1999 | Dick's Picks Volume 13 | - Vydáno: 11. března 1999 - Vydavatelství: Grateful Dead - Formát: CD    | 6. května 1981 Nassau Coliseum, Uniondale, New York |
| 1999 | Dick's Picks Volume 14 | - Vydáno: červen 1999 - Vydavatelství: Grateful Dead - Formát: CD        | 30. listopadu – 2. prosince 1973 Boston Music Hall, Boston, Massachusetts                                                                                      |
| 1999 | Dick's Picks Volume 15 | - Vydáno: 19. října 1999 - Vydavatelství: Grateful Dead - Formát: CD     | 3. září 1977 Raceway Park, Englishtown, New Jersey |
| 2000 | Dick's Picks Volume 16 | - Vydáno: únor 2000 - Vydavatelství: Grateful Dead - Formát: CD          | 8. listopadu 1969 The Fillmore, San Francisco, Kalifornie |
| 2000 | Dick's Picks Volume 17 | - Vydáno: 28. dubna 2000 - Vydavatelství: Grateful Dead - Formát: CD     | 25. září 1991 Boston Garden, Boston, Massachusetts |
| 2000 | Dick's Picks Volume 18 | - Vydáno: červen 2000 - Vydavatelství: Grateful Dead - Formát: CD        | 3. února 1978 Dane County Coliseum, Madison, Wisconsin 5. února 1978 UNI-Dome, Cedar Falls, Iowa                                                               |
| 2000 | Dick's Picks Volume 19 | - Vydáno: říjen 2000 - Vydavatelství: Grateful Dead - Formát: CD         | 19. října 1973 Oklahoma State Fair Arena, Oklahoma City, Oklahoma                                                                                              |
| 2001 | Dick's Picks Volume 20 | - Vydáno: leden 2001 - Vydavatelství: Grateful Dead - Formát: CD         | 25. září 1976 Capital Center, Landover, Maryland 28. září 1976 Onondaga County War Memorial, Syracuse, New York                                                |
| 2001 | Dick's Picks Volume 21 | - Vydáno: březen 2001 - Vydavatelství: Grateful Dead - Formát: CD        | 1. listopadu 1985 Richmond Coliseum, Richmond, Virginie |
| 2001 | Dick's Picks Volume 22 | - Vydáno: červen 2001 - Vydavatelství: Grateful Dead - Formát: CD        | 23.–24. února 1968 Kings Beach Bowl, Kings Beach, Kalifornie                                                                                                   |
| 2001 | Dick's Picks Volume 23 | - Vydáno: 16. října 2001 - Vydavatelství: Grateful Dead - Formát: CD     | 17. září 1972 Baltimore Civic Center, Baltimore, Maryland |
| 2002 | Dick's Picks Volume 24 | - Vydáno: 10. února 2002 - Vydavatelství: Grateful Dead - Formát: CD     | 23. března 1974 Cow Palace, Daly City, Kalifornie |
| 2002 | Dick's Picks Volume 25 | - Vydáno: 20. července 2002 - Vydavatelství: Grateful Dead - Formát: CD  | 10. května 1978 Veterans Memorial Coliseum, New Haven, Connecticut 11. května 1978 Springfield Civic Center, Springfield, Massachusetts                        |
| 2002 | Dick's Picks Volume 26 | - Vydáno: 1. října 2002 - Vydavatelství: Grateful Dead - Formát: CD      | 26. dubna 1969 Electric Theater, Chicago, Illinois 27. dubna 1969 Labor Temple, Minneapolis, Minnesota                                                         |
| 2003 | Dick's Picks Volume 27 | - Vydáno: 23. ledna 2003 - Vydavatelství: Grateful Dead - Formát: CD     | 16. prosince 1992 Oakland Coliseum Arena, Oakland, Kalifornie                                                                                                  |
| 2003 | Dick's Picks Volume 28 | - Vydáno: 20. dubna 2003 - Vydavatelství: Grateful Dead - Formát: CD     | 26. února 1973 Pershing Municipal Auditorium, Lincoln, Nebraska 28. února 1973 Salt Palace, Salt Lake City, Utah                                               |
| 2003 | Dick's Picks Volume 29 | - Vydáno: 22. července 2003 - Vydavatelství: Grateful Dead - Formát: CD  | 19. května 1977 Fox Theatre, Atlanta, Georgie 21. května 1977 Lakeland Civic Center Arena, Lakeland, Florida                                                   |
| 2003 | Dick's Picks Volume 30 | - Vydáno: 30. října 2003 - Vydavatelství: Grateful Dead - Formát: CD     | 25.–28. března 1972 Academy of Music, New York City, New York                                                                                                  |
| 2004 | Dick's Picks Volume 31 | - Vydáno: 16. března 2004 - Vydavatelství: Grateful Dead - Formát: CD    | 4.–5. srpna 1974 Philadelphia Civic Center, Filadelfie, Pensylvánie 6. srpna 1974 Roosevelt Stadium, Jersey City, New Jersey                                   |
| 2004 | Dick's Picks Volume 32 | - Vydáno: 20. července 2004 - Vydavatelství: Grateful Dead - Formát: CD  | 7. srpna 1982 Alpine Valley Music Theatre, East Troy, Wisconsin                                                                                                |
| 2004 | Dick's Picks Volume 33 | - Vydáno: 15. listopadu 2004 - Vydavatelství: Grateful Dead - Formát: CD | 9.–10. října 1976 Oakland Coliseum Stadium, Oakland, Kalifornie                                                                                                |
| 2005 | Dick's Picks Volume 34 | - Vydáno: 14. února 2005 - Vydavatelství: Grateful Dead - Formát: CD     | 2. listopadu 1977 Seneca College, Toronto, Kanada 5. listopadu 1977 Community War Memorial, Rochester, New York                                                |
| 2005 | Dick's Picks Volume 35 | - Vydáno: 17. června 2005 - Vydavatelství: Grateful Dead - Formát: CD    | 6. srpna 1971 Hollywood Palladium, Hollywood, Kalifornie 7. srpna 1971 Golden Hall, San Diego, Kalifornie 24. srpna 1971 Auditorium Theatre, Chicago, Illinois |
| 2005 | Dick's Picks Volume 36 | - Vydáno: říjen 2005 - Vydavatelství: Grateful Dead - Formát: CD         | 21. září 1972 The Spectrum, Filadelfie, Pensylvánie |

### Dave's Picks
| Rok  | Název                 | Podrobnosti                                                  | Místo a datum nahrání                                   |
| ---- | --------------------- | ------------------------------------------------------------ | ------------------------------------------------------- |
| 2012 | Dave's Picks Volume 1 | - Vydáno: 1. únor 2012 - Vydavatelství: Rhino - Formát: CD   | 25. květen 1977 The Mosque, Richmond, Virginie          |
| 2012 | Dave's Picks Volume 2 | - Vydáno: 1. květen 2012 - Vydavatelství: Rhino - Formát: CD | 31. červenec 1974 Dillon Stadium, Hartford, Connecticut |
| 2012 | Dave's Picks Volume 3 | - Vydáno: 1. srpen 2012 - Vydavatelství: Rhino - Formát: CD  | 22. říjen 1971 Auditorium Theatre, Chicago, Illinois    |

### Road Trips
| Rok  | Název                        | Podrobnosti                                                              | Datum a místo nahrání |
| ---- | ---------------------------- | ------------------------------------------------------------------------ | --- |
| 2007 | Road Trips Volume 1 Number 1 | - Vydáno: 5. listopadu 2007 - Vydavatelství: Grateful Dead - Formát: CD  | 25. října – 10. listopadu 1979 |
| 2008 | Road Trips Volume 1 Number 2 | - Vydáno: 4. února 2008 - Vydavatelství: Grateful Dead - Formát: CD      | 7.–16. října 1977 |
| 2008 | Road Trips Volume 1 Number 3 | - Vydáno: 9. června 2008 - Vydavatelství: Grateful Dead - Formát: CD     | 31. července 1971 Yale Bowl, New Haven, Connecticut 23. srpna 1971 Auditorium Theatre, Chicago, Illinois.                                 |
| 2008 | Road Trips Volume 1 Number 4 | - Vydáno: 30. září 2008 - Vydavatelství: Grateful Dead - Formát: CD      | 21.–22. října 1978 Winterland Arena, San Francisco, Kalifornie                                                                            |
| 2008 | Road Trips Volume 2 Number 1 | - Vydáno: 10. prosince 2008 - Vydavatelství: Grateful Dead - Formát: CD  | 18.–20. září 1990 Madison Square Garden, New York City, New York                                                                          |
| 2009 | Road Trips Volume 2 Number 2 | - Vydáno: 21. března 2009 - Vydavatelství: Grateful Dead - Formát: CD    | 14. února 1968 Carousel Ballroom, San Francisco, Kalifornie                                                                               |
| 2009 | Road Trips Volume 2 Number 3 | - Vydáno: 18. června 2009 - Vydavatelství: Grateful Dead - Formát: CD    | 16. června 1974 Iowa State Fairgrounds, Des Moines, Iowa 18. června 1974 Freedom Hall, Louisville, Kentucky                               |
| 2009 | Road Trips Volume 2 Number 4 | - Vydáno: 25. srpna 2009 - Vydavatelství: Grateful Dead - Formát: CD     | 26.–27. května 1993 Cal Expo Amphitheatre, Sacramento, Kalifornie                                                                         |
| 2009 | Road Trips Volume 3 Number 1 | - Vydáno: 10. listopadu 2009 - Vydavatelství: Grateful Dead - Formát: CD | 28. prosince 1979 Oakland Auditorium, Oakland, Kalifornie                                                                                 |
| 2010 | Road Trips Volume 3 Number 2 | - Vydáno: 24. února 2010 - Vydavatelství: Grateful Dead - Formát: CD     | 15. listopadu 1971 Austin Municipal Auditorium, Austin, Texas                                                                             |
| 2010 | Road Trips Volume 3 Number 3 | - Vydáno: 14. června 2010 - Vydavatelství: Grateful Dead - Formát: CD    | 15. května 1970 Fillmore East, New York City, New York                                                                                    |
| 2010 | Road Trips Volume 3 Number 4 | - Vydáno: 7. září 2010 - Vydavatelství: Grateful Dead - Formát: CD       | 6. května 1980 Pennsylvania State University, State College, Pensylvánie 7. května 1980 Barton Hall, Cornell University, Ithaca, New York |
| 2010 | Road Trips Volume 4 Number 1 | - Vydáno: 16. listopadu 2010 - Vydavatelství: Grateful Dead - Formát: CD | 23.–24. května 1969 Hollywood Seminole Indian Reservation, West Hollywood, Hollywood, Florida                                             |
| 2011 | Road Trips Volume 4 Number 2 | - Vydáno: 1. února 2011 - Vydavatelství: Grateful Dead - Formát: CD      | 31. března – 1. dubna 1988 Meadowlands Arena, East Rutherford, New Jersey                                                                 |
| 2011 | Road Trips Volume 4 Number 3 | - Vydáno: 26. dubna 2011 - Vydavatelství: Grateful Dead - Formát: CD     | 21. listopadu 1973 Denver Coliseum, Denver, Colorado                                                                                      |
| 2011 | Road Trips Volume 4 Number 4 | - Vydáno: 1. srpna 2011 - Vydavatelství: Grateful Dead - Formát: CD      | 6. dubna 1982 The Spectrum, Filadelfie, Pensylvánie                                                                                       |
| 2011 | Road Trips Volume 4 Number 5 | - Vydáno: 1. listopadu 2011 - Vydavatelství: Grateful Dead - Formát: CD  | 9. června 1976 Boston Music Hall, Boston, Massachusetts                                                                                   |

### Digital Download series
| Rok  | Název                                                          | Podrobnosti                                                             | Místo a datum nahrání |
| ---- | -------------------------------------------------------------- | ----------------------------------------------------------------------- | --- |
| 2005 | Grateful Dead Download Series Volume 1                         | - Vydáno: 3. května 2005 - Vydavatelství: Grateful Dead - Formát: CD    | 30. dubna 1977 Palladium, New York City, New York                                                                                      |
| 2005 | Grateful Dead Download Series Volume 2                         | - Vydáno: 7. června 2005 - Vydavatelství: Grateful Dead - Formát: CD    | 18. ledna 1970 Springer's Inn, Portland, Oregon                                                                                        |
| 2005 | Grateful Dead Download Series Volume 3                         | - Vydáno: 5. července 2005 - Vydavatelství: Grateful Dead - Formát: CD  | 26. října 1971 The Palestra, Rochester, New York                                                                                       |
| 2005 | Grateful Dead Download Series Volume 4                         | - Vydáno: 2. srpna 2005 - Vydavatelství: Grateful Dead - Formát: CD     | 18. června 1976 Capitol Theatre, Passaic, New Jersey                                                                                   |
| 2005 | Grateful Dead Download Series Volume 5                         | - Vydáno: 6. září 2005 - Vydavatelství: Grateful Dead - Formát: CD      | 27. března 1988 Hampton Coliseum, Hampton, Virginie                                                                                    |
| 2005 | Grateful Dead Download Series Volume 6                         | - Vydáno: 4. října 2005 - Vydavatelství: Grateful Dead - Formát: CD     | 17. března 1968 Carousel Ballroom, San Francisco, Kalifornie                                                                           |
| 2005 | Grateful Dead Download Series Volume 7                         | - Vydáno: 1. listopadu 2005 - Vydavatelství: Grateful Dead - Formát: CD | 3. září 1980 Springfield Civic Center Arena, Springfield, Massachusetts 4. září 1980 Providence Civic Center, Providence, Rhode Island |
| 2005 | Grateful Dead Download Series Volume 8                         | - Vydáno: 6. prosince 2005 - Vydavatelství: Grateful Dead - Formát: CD  | 10. prosince 1973 Charlotte Coliseum, Charlotte, Severní Karolína                                                                      |
| 2005 | Grateful Dead Download Series: Family Dog at the Great Highway | - Vydáno: 6. prosince 2005 - Vydavatelství: Grateful Dead - Format: CD  | 4. února 1970 Family Dog at the Great Highway, San Francisco, Kalifornie                                                               |
| 2006 | Grateful Dead Download Series Volume 9                         | - Vydáno: 3. ledna 2006 - Vydavatelství: Grateful Dead - Formát: CD     | 2.–3. dubna 1989 Civic Arena, Pittsburgh, Pensylvánie                                                                                  |
| 2006 | Grateful Dead Download Series Volume 10                        | - Vydáno: 7. února 2006 - Vydavatelství: Grateful Dead - Formát: CD     | 21. července 1972 Paramount Northwest Theatre, Seattle, Washington                                                                     |
| 2006 | Grateful Dead Download Series Volume 11                        | - Vydáno: 7. března 2006 - Vydavatelství: Grateful Dead - Formát: CD    | 20. června 1991 Pine Knob Music Theater, Clarkston, Michigan                                                                           |
| 2006 | Grateful Dead Download Series Volume 12                        | - Vydáno: 4. dubna 2006 - Vydavatelství: Grateful Dead - Formát: CD     | 17. dubna 1969 Washington University, St. Louis, Missouri                                                                              |
| 2008 | Road Trips Full Show: Spectrum 11/5/79                         | - Vydáno: 2008 - Label: Grateful Dead - Formát: CD                      | 5. listopadu 1979 The Spectrum, Filadelfie, Pensylvánie                                                                                |
| 2008 | Road Trips Full Show: Spectrum 11/6/79                         | - Vydáno: 2008 - Vydavatelství: Grateful Dead - Formát: CD              | 6. listopadu 1979 The Spectrum, Filadelfie, Pensylvánie                                                                                |

### Ostatní koncertní alba
Tyto alba nejsou bootlegy.
| Rok  | Název         | Podrobnosti                                                   | Datum a místo nahrání                                  | Pozice |
| ---- | ------------- | ------------------------------------------------------------- | ------------------------------------------------------ | ------ |
| 1970 | Vintage Dead  | - Vydáno: říjen 1970 - Vydavatelství: Sunflower - Formát: LP  | podzim 1966 Avalon Ballroom, San Francisco, Kalifornie | 127    |
| 1971 | Historic Dead | - Vydáno: červen 1971 - Vydavatelství: Sunflower - Formát: LP | podzim 1966 Avalon Ballroom, San Francisco, Kalifornie | 154    |

## Videa
Tato sekce neobsahuje sérii View from the Vault, která je již zařazena v sekci „Retrospektivní koncertní alba“.
- View from the Vault, Volume One
- View from the Vault, Volume Two
- View from the Vault, Volume Three
- View from the Vault, Volume Four
- The Closing of Winterland
- Truckin' Up to Buffalo
- Crimson White & Indigo

| Rok  | Název                                     | Podrobnosti                                                                      | Datum a místo nahrání                                                   |
| ---- | ----------------------------------------- | -------------------------------------------------------------------------------- | ----------------------------------------------------------------------- |
| 1977 | The Grateful Dead Movie                   | - Vydáno: 1. června 1977 - Studio: Monarch - Formát: film                        | 16.-20. října 1974 Winterland Ballroom, San Francisco, Kalifornie       |
| 1981 | Dead Ahead                                | - Vydáno: 1981 - Studio: Warner Home Video - Formát: VHS, Laserdisc              | 30.-31. října 1980 Radio City Music Hall, New York City, New York       |
| 1987 | So Far                                    | - Vydáno: 1987 - Studio: West Home Video - Formát: VHS, Laserdisc                | 1985                                                                    |
| 1987 | Dead Ringers: The Making of Touch of Grey | - Vydáno: 1987 - Studio: West Home Video - Formát: VHS                           | 1987                                                                    |
| 1992 | Backstage Pass                            | - Vydáno: 1992 - Studio: Anubis Films - Formát: VHS                              | začátek 70. let – 1992                                                  |
| 1995 | Infrared Sightings                        | - Vydáno: 6. prosince 1995 - Studio: Trigon Productions - Formát: VHS, Laserdisc | 1989 – 1990                                                             |
| 1996 | Ticket to New Year's                      | - Vydáno: 1. října 1996 - Studio: Monterey Home Video - Formát: VHS, Laserdisc   | 31. prosince 1987 Oakland Coliseum Arena, Oakland, Kalifornie           |
| 1997 | Downhill from Here                        | - Vydáno: 7. října 1997 - Studio: Monterey Home Video - Formát: VHS, Laserdisc   | 17.-19. července 1989 Alpine Valley Music Theatre, East Troy, Wisconsin |
| 1998 | Anthem to Beauty                          | - Vydáno: 27. ledna 1998 - Studio: Rhino Home Video - Formát: VHS                | (Výroba z Anthem of the Sun a American Beauty)                          |

## Singly
| 1966                            | „Stealin'“                                | „Don't Ease Me In“            | —  | —  | —  | —                   |
| 1967                            | „The Golden Road (To Unlimited Devotion)“ | „Cream Puff War“              | —  | —  | —  | The Grateful Dead   |
| 1967                            | „Viola Lee Blues“                         | —                             | —  | —  | —  | The Grateful Dead   |
| 1968                            | „Dark Star“                               | „Born Cross Eyed“             | —  | —  | —  | —                   |
| 1969                            | „Dupree's Diamond Blues“                  | „Cosmic Charlie“              | —  | —  | —  | Aoxomoxoa           |
| 1969                            | „China Cat Sunflower“                     | —                             | —  | —  | —  | Aoxomoxoa           |
| 1970                            | „Uncle John's Band“                       | „New Speedway Boogie“         | 69 | —  | —  | Workingman's Dead   |
| 1970                            | „Casey Jones“                             | —                             | —  | —  | —  | Workingman's Dead   |
| 1970                            | „Truckin'“                                | „Ripple“                      | 64 | —  | —  | American Beauty     |
| 1972                            | „One More Saturday Night“                 | „Bertha“                      | —  | —  | —  | Europe '72          |
| 1972                            | „Johnny B. Goode“                         | „Truckin'“                    | —  | —  | —  | Skull & Roses       |
| 1973                            | „Sugar Magnolia“                          | „Mr. Charlie“                 | 91 | —  | —  | Europe '72          |
| 1973                            | „Let Me Sing Your Blues Away“             | „Here Comes Sunshine“         | —  | —  | —  | Wake of the Flood   |
| 1973                            | „Eyes Of The World“                       | „Weather Report Suite, Pt. 1“ | —  | —  | —  | Wake of the Flood   |
| 1974                            | „U.S. Blues“                              | „Loose Lucy“                  | —  | —  | —  | From the Mars Hotel |
| 1975                            | „The Music Never Stopped“                 | „Help On the Way“             | 81 | —  | —  | Blues For Allah     |
| 1975                            | „Franklin's Tower“                        | „Help on the Way“             | —  | —  | —  | Blues For Allah     |
| 1977                            | „Dancin' in the Streets“                  | „Terrapin Station“            | —  | —  | —  | Terrapin Station    |
| 1977                            | „Passenger“                               | „Terrapin Station“            | —  | —  | —  | Terrapin Station    |
| 1978                            | „Good Lovin'“                             | „Stagger Lee“                 | —  | —  | —  | Shakedown Street    |
| 1979                            | „Shakedown Street“                        | „France“                      | —  | —  | —  | Shakedown Street    |
| 1980                            | „Alabama Getaway“                         | „Far from Me“                 | 68 | —  | —  | Go To Heaven        |
| 1980                            | „Don't Ease Me In“                        | „Far from Me“                 | —  | —  | —  | Go To Heaven        |
| 1981                            | „Dire Wolf“                               | —                             | —  | 37 | —  | Reckoning           |
| 1987                            | „Touch Of Grey“                           | „My Brother Esau“             | 9  | 1  | 15 | In The Dark         |
| 1987                            | „Hell In A Bucket“                        | „West L.A. Fadeaway“          | —  | 3  | —  | In The Dark         |
| 1987                            | „Throwing Stones“                         | „When Push Comes To Shove“    | —  | 15 | —  | In The Dark         |
| 1989                            | „Foolish Heart“                           | „We Can Run“                  | —  | 8  | —  | Built To Last       |
| „—“ neumístili se v žebříčcích. |                                           |                               |    |    |    |                     |